# Шейн Раян (плавець)
Шейн Раян (англ. Shane Ryan; нар. 27 січня 1994) — американський плавець.
Призер Чемпіонату світу з плавання на короткій воді 2018 року.
Призер Чемпіонату Європи з водних видів спорту 2018 року.
Призер Чемпіонату Європи з плавання на короткій воді 2019 року.
Переможець літньої Універсіади 2017 року.